# Pacuaches
Los Pacuaches (también llamados Pacuachiam) fueron una tribu coahuilteca que se encontraba asentada en el territorio de los actuales condados texanos de Dimmit, Zavala, Frío, Maverick, Kinney y Uvalde. Estaban extensamente relacionados con los Sacuaches y Tepacuaches de los que se tiene menor documentación. Según las fuentes españolas su población rebasaba los 400 individuos y estaban en constante guerra con los Apaches que en el siglo XV habían invadido desde el noroeste la meseta de Edwards, haciendo desplazarse a sus antiguos pobladores coahuiltecos.
De sus costumbres se sabe que construían casas semicirculares de adobe y hierba de la región. Cazaban bisontes, ratas y ciervos para alimentarse con arco o con lanza. Cuando los españoles llegaron a la región los recibieron de forma pacífica abriendo con éstos un comercio durante varios años. Comerciaban pieles de bisontes y otros animales, las cuales las pintaban con tintes rojos y amarillos. Las encargadas de dichas manufacturas eran las mujeres, las cuales también se encargaban del mantenimiento del hogar, el cual era temporal, ya que al llegar el invierno emigraban al sur, donde hacía más calor.
Las tiendas de caza las construían con ramas de árboles unidos con heces de bisonte, eran semicirculares y tenían un lado abierto.
Al pasar el tiempo abandonaron sus antiguas costumbres y se integraron a las Misiones de San Bernardo y San Antonio de Valero. Perdieron su identidad étnica al ser absorbidos por la población de Guerrero, Coahuila, donde yacían los últimos remanentes.